# 回澜镇 (什邡市)
回澜镇，是中华人民共和国四川省德阳市什邡市曾经下辖的一个镇。2019年12月，撤销回澜镇，将其所属行政区域划归方亭街道管辖。

## 行政区划
回澜镇撤销前下辖以下地区：
场镇社区、雀柱社区、柏树社区、玉皇村、石羊村、慧剑村、鱼桥村、回龙村、龙桥村和万丰村。